# 庾亮
庾 亮（ゆ りょう、太康10年（289年）- 咸康6年1月1日（340年2月14日））は、中国東晋の政治家。字は元規。潁川郡鄢陵県（現在の河南省許昌市鄢陵県）の出身。庾琛の子。庾冰・庾文君・庾翼の兄。

## 生涯
西晋時代、中原の名門貴族の家に生まれ、若い頃から美貌と威厳のある風格をそなえ、清談の名手としても名を知られていた。当時の人々は彼を夏侯玄や陳羣になぞらえたという。八王の乱・永嘉の乱で中原が戦乱に見舞われると、父の庾琛に従い会稽に難を避ける。
琅邪王司馬睿（後の東晋の元帝）が鎮東将軍として建康に赴任すると、彼を召し寄せ大層気に入り、その妹の庾文君（明穆皇后）を子の司馬紹（後の明帝）にめあわせた。司馬睿が皇帝に即位して晋（東晋）を再興すると、給事中・黄門侍郎・散騎常侍などを歴任、さらに王敦の推挙で中領軍に任命された。
永昌元年（322年）、明帝が即位すると、皇太子時代から親しかった庾亮を中書監に任命しようとしたが、庾亮は表を奉り、これを固辞した。この時の文章は『文心雕龍』で名文として高く評価され、『文選』にも「中書令を譲る表」として収録されている。
太寧3年（325年）、明帝の臨終の際、東晋建国の重臣である司徒の王導と共にその遺詔を受け、中書令として甥の成帝を補佐することになる。幼少の成帝の外戚として当時の権勢は王導を凌ぎ、寛大な融和政策をとる王導とは対照的に、庾亮は皇帝の権力強化のため、厳格な法治主義政策をとるなどして辣腕をふるった。
しかし、庾亮の厳格な政治方針は、朝廷の人々の反感を買うことも多かった。明帝が死去し、遺詔により重臣たちに褒賞・昇進の沙汰があったとき、陶侃と祖約がその選からはずされており、彼らはこれを庾亮の仕業と思い怨みを抱いたという。さらに尚書令の卞壼や友人の温嶠をはじめ、朝廷内外あげての反対や慎重論があったにもかかわらず、王敦の乱平定に功績のあった蘇峻の軍事力を削ぐため、彼を首都建康に召還しようとして失敗、咸和2年（327年）、逆に蘇峻が前述の祖約と結託して反乱を起こし（蘇峻の乱）、建康が占領され、成帝が幽閉されるという事態を招いてしまった。
反乱軍に敗れた庾亮は弟の庾翼らと共に石頭城を脱出し、平南将軍・江州刺史の温嶠のもとに逃れた。反乱鎮圧のため、庾亮は温嶠の勧めに従い、当時武昌に鎮し、強大な軍事力を擁していた征西大将軍・荊州刺史の陶侃に救援を要請する。当初陶侃は前述の経緯で庾亮に対して深い怨みを抱いていたが、庾亮は会見するや、その美貌と優美な立ち居振る舞いで彼を魅了し、さらに宴席の場において、ニラの根本を「植えればまた生えてくる」という理由で残すなど、倹約家であった陶侃を感心させた。
これらのことから、一転して庾亮に好意を抱くようになった陶侃は、息子の陶瞻が蘇峻に殺されたこともあって、彼と共に反乱鎮圧に協力することを応諾、これによって庾亮は蘇峻のよる石頭城に逆襲をかけ、咸和4年（329年）、ついに反乱を平定することに成功した。
蘇峻の乱の平定後、庾亮は乱の責任をとって中書令を辞して後任に弟の庾冰を充て、朝廷の政務の一切を王導に委ねると、自らは平西将軍・豫州刺史として蕪湖に鎮し、北方の防衛に専念する。咸和9年（334年）、陶侃が死去すると、その後任として征西将軍・荊州刺史となり、彼の率いていた西府軍団を継承した。強大な軍事力を手中にした庾亮は、前任者の陶侃同様、北府軍団を率いる郗鑒に手紙を送り、朝廷にあって放任主義的な政策をとる王導を退けようと画策したが、郗鑒が賛同しなかったことにより、挙兵を取りやめた。西府軍団継承後は二大軍閥の領袖として影響力を持ち、中央で中書令を務める庾冰の存在と合わせて庾一門の権勢が再び増した。
また、当時後趙の石勒が死去したことから、これを中原および蜀を回復する好機として、鎮を襄陽に移すことを上奏したが、咸康5年（339年）、北伐の拠点となる邾城が後趙によって陥落したため、この計画は頓挫した。庾亮は責任をとって自ら位を三等落とし、安西将軍に降格することを上奏する。北伐計画の挫折に落胆した庾亮は、憂いから病を発してしまう。
同年、王導が死去すると、司徒・揚州刺史・録尚書事として朝廷に召還される詔勅を受けたが固辞、咸康6年（340年）に死去した。死後太尉を追贈され、文康公と諡された。
西府軍団は庾翼が引き継いだが、永和元年（345年）に庾翼が亡くなると西府軍団は桓温に受け継がれた。

## 家庭

### 弟妹
- 庾懌 - 東晋の将軍。西中郎将・都督宜城廬江歴陽安豊四郡諸軍事。後に毒酒で江州刺史の王允之の暗殺を謀ったが失敗し自殺。
- 庾冰 - 東晋の将軍。車騎将軍。蘇峻の乱で中央を去った庾亮に替って中書監などを歴任した。
- 庾文君 - 明帝の后。
- 庾條 - 東晋の将軍。冠軍将軍・臨川郡太守。
- 庾翼 - 東晋の将軍。都督征討諸軍事・征西将軍・領南蛮校尉。西府軍団の実質的な後継者。
- 庾氏 - 何充の妻。

### 子女
- 庾会 - 庾亮の長男。蘇峻の乱で死亡。
- 庾羲 - 呉国内史。
- 庾龢 - 東晋の官僚。丹陽尹・中領軍。

## 伝記資料
- 『晋書』巻73 列伝第43